# Notoncus
Notoncus é um gênero de insetos, pertencente a família Formicidae.

## Espécies
- Notoncus capitatus
- Notoncus ectatommoides
- Notoncus enormis
- Notoncus Eucalyptus
- Notoncus gilberti
- Notoncus hickmani
- Notoncus spinisquamis